# Макарініно
Макарініно (рос. Макаринино) — село Баргузинського району, Бурятії Росії. Входить до складу Сільського поселення Адамівське.
Населення — 293 осіб (2015 рік).